# George Baillie-Hamilton, Lord Binning

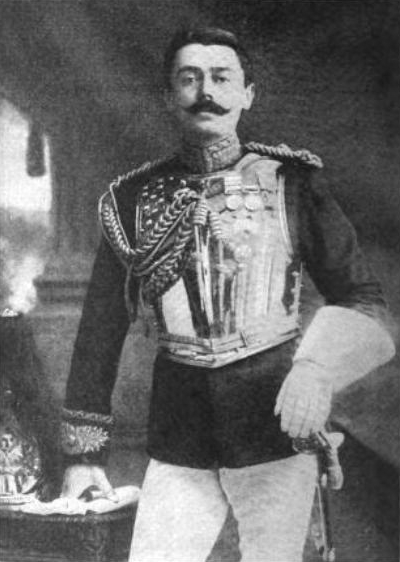
George Baillie-Hamilton, Lord Binning, 1901

George Baillie-Hamilton, Lord Binning CB, MVO, DL (* 24. Dezember 1856 in Edinburgh, Midlothian; † 12. Januar 1917 in Tyninghame, East Lothian) war ein schottisch-britischer Adliger und Offizier.

## Leben
Baillie-Hamilton war der älteste Sohn des George Baillie-Hamilton, 11. Earl of Haddington (1827–1917), aus dessen Ehe mit Helen Katharine Warrender († 1889), Tochter des Sir John Warrender, 5. Baronet. Als Heir apparent seines Vaters führte er ab 1870 den Höflichkeitstitel Lord Binning. Er besuchte das Eton College, schloss 1879 sein Studium am Trinity College der Universität Cambridge als Bachelor of Arts ab und absolvierte anschließend eine Kadettenausbildung am Royal Military College Sandhurst.
Im Januar 1880 wurde er zum Deputy Lieutenant von Berwickshire ernannt und im September desselben Jahres trat er als Second Lieutenant der Royal Horse Guards in die British Army ein. Im April 1881 wurde er zum Lieutenant befördert und 1882 kämpfte er im Anglo-Ägyptischen Krieg, wo er insbesondere an den Schlachten von Kassassin und Tel-el-Kebir, sowie der Einnahme von Kairo teilnahm. Von 1884 bis 1885 nahm er an der Gordon Relief Expedition im Sudan teil. Im März 1888 zum Captain befördert wurde er im April 1888 als Aide-de-camp des Vizekönigs von Indien (Lord Dufferin bzw. Lord Lansdowne) zur Indian Army abgestellt und nahm im selben Jahr am Hazara-Feldzug im heutigen Nord-Pakistan teil. Im März 1889 wechselte er auf den Posten des Aide-de-camp des Gouverneurs der Präsidentschaft Madras (Lord Connemara). Im November 1889 kehrte er in den Dienst bei den Royal Horse Guards zurück und wurde dort im Januar 1895 zum Major und Brevet-Lieutenant-Colonel, sowie im Oktober 1899 zum Lieutenant-Colonel befördert. Von Oktober 1899 bis Oktober 1903 amtierte er als Kommandeur der Royal Horse Guards. In dieser Funktion nahm er im August 1902 zeremonielle Aufgaben bei der Krönung von König Eduard VII. und Königin Alexandra wahr und wurde in diesem Zusammenhang als Member (4th Class) des Royal Victorian Order ausgezeichnet. Bereits im Januar 1901 war er zum Lord Lieutenant von Berwickshire ernannt worden. Im Oktober 1903 wurde er zum Brevet-Colonel befördert, unter Halbsold vom aktiven Dienst freigestellt und im Juni 1904 als Companion des Order of the Bath ausgezeichnet. Im Mai 1906 wurde er als Lieutenant-Colonel der Imperial Yeomanry reaktiviert. 1907 wurde er pensioniert, blieb aber als Reserveoffizier Kommandeur des Territorial-Force-Regiments Lothians and Border Horse.
Während des Ersten Weltkriegs wurde er im Dezember 1915 in den temporären Rang eines Brigadier-General erhoben und erhielt das Kommando über die 41st Brigade der 14th (Light) Division, die an der Westfront kämpfte. Im Mai 1916 wurde er nach Großbritannien zurückbeordert und erhielt dort das Kommando über die 11th Mounted Brigade.
Er starb im Januar 1917 an einer Lungenentzündung. Da er fünf Monate vor seinem Vater starb, erbte nicht er, sondern sein gleichnamiger Sohn dessen Adelstitel als 12. Earl of Haddington.

## Ehe und Nachkommen
Am 21. September 1892 heiratete er Katharine Augusta Millicent Salting († 1952). Mit ihr hatte er einen Sohn und zwei Töchter.
- George Baillie-Hamilton, 12. Earl of Haddington (1894–1986), ⚭ 1923 Sarah Cook;
- Hon. Charles William Baillie-Hamilton (1900–1939), MP, ⚭ 1929–1932 Wanda Holden;
- Lady Helen Baillie-Hamilton OBE (1893–1959), ⚭ 1925 Hon. Henry Barnaby O’Brien (1887–1969), Sohn des 14. Baron Inchiquin.